# 보문로 (서울)
보문로(普門路, Bomun-ro)는 서울특별시 종로구 숭인동 1493(신설동역)에서 성북구 동소문동5가 6(성북구청입구)까지를 잇는 도로이다. 도로명은 보문동을 지나가는 것에서 유래했다.

## 주요 경유지
서울특별시
- 종로구 (숭인동)
- 동대문구 (신설동)
- 성북구 (신설동 - 보문동7가 - 보문동4가 - 보문동5가 - 보문동1가 - 보문동2가 - 삼선동5가 - 삼선동4가 - 동소문동3가 - 동소문동5가)

## 노선
- 표기한 서울특별시도는 관리용 노선이다.
- 연한 파란색(■): 서울특별시도 제52호선 및 서울특별시도 제4801호선 중복 구간
- 연한 초록색(■): 서울특별시도 제4801호선 구간

| 교차로·교량                           | 접속 노선                                 | 소재지                                | 소재지                                | 소재지                                | 소재지                                | 비고                                  |
| 서울특별시도 제4801호선 난계로와 직결 | 서울특별시도 제4801호선 난계로와 직결     | 서울특별시도 제4801호선 난계로와 직결 | 서울특별시도 제4801호선 난계로와 직결 | 서울특별시도 제4801호선 난계로와 직결 | 서울특별시도 제4801호선 난계로와 직결 | 서울특별시도 제4801호선 난계로와 직결 |
| ------------------------------------- | ----------------------------------------- | ------------------------------------- | ------------------------------------- | ------------------------------------- | ------------------------------------- | ------------------------------------- |
| 신설동역                              | 국도 제6호선 · 서울특별시도 제51호선 종로 | 종로구                                | 숭인제2동                             | 동대문구                              | 용신동                                |                                       |
| 신설동역                              | 서울특별시도 제51호선 왕산로              | 종로구                                | 숭인제2동                             | 동대문구                              | 용신동                                |                                       |
| 신설동역                              | 서울특별시도 제4801호선 난계로            | 종로구                                | 숭인제2동                             | 동대문구                              | 용신동                                |                                       |
| 신설동역                              | 서울특별시도 제5113호선 천호대로          | 종로구                                | 숭인제2동                             | 동대문구                              | 용신동                                |                                       |
| 대광중고교                            | 서울특별시도 제52호선 안암로              | 성북구                                | 성북구                                | 보문동                                | 보문동                                |                                       |
| 대광중고교                            | 보문로9길                                 | 성북구                                | 성북구                                | 보문동                                | 보문동                                |                                       |
|                                       | 보문로13길                                | 성북구                                | 성북구                                | 보문동                                | 보문동                                | 교차로 이름 없음                      |
| 보문로14길                            |                                           | 성북구                                | 성북구                                | 보문동                                | 보문동                                | 교차로 이름 없음                      |
|                                       | 보문로15길                                | 성북구                                | 성북구                                | 보문동                                | 보문동                                | 교차로 이름 없음                      |
|                                       | 보문로17길                                | 성북구                                | 성북구                                | 보문동                                | 보문동                                | 교차로 이름 없음                      |
| 보문로18길                            |                                           | 성북구                                | 성북구                                | 보문동                                | 보문동                                | 교차로 이름 없음                      |
|                                       | 보문로21길                                | 성북구                                | 성북구                                | 보문동                                | 보문동                                | 교차로 이름 없음                      |
| 보문로22길                            |                                           | 성북구                                | 성북구                                | 보문동                                | 보문동                                | 교차로 이름 없음                      |
|                                       | 보문로23길                                | 성북구                                | 성북구                                | 보문동                                | 보문동                                | 교차로 이름 없음                      |
| 보문역                                | 서울특별시도 제5111호선 고려대로          | 성북구                                | 성북구                                | 보문동                                | 보문동                                |                                       |
| 보문역                                | 서울특별시도 제5111호선 지봉로            | 성북구                                | 성북구                                | 보문동                                | 보문동                                |                                       |
|                                       | 보문로25길                                | 성북구                                | 성북구                                | 보문동                                | 보문동                                | 교차로 이름 없음                      |
| 보문로26길                            |                                           | 성북구                                | 성북구                                | 보문동                                | 보문동                                | 교차로 이름 없음                      |
| 경동고교입구                          | 보문로29길                                | 성북구                                | 성북구                                | 보문동                                | 보문동                                |                                       |
| 경동고교입구                          | 보문로30길                                | 성북구                                | 성북구                                | 보문동                                | 보문동                                |                                       |
|                                       | 보문로31길                                | 성북구                                | 성북구                                | 삼선동                                | 삼선동                                | 교차로 이름 없음                      |
| 보문로32길                            |                                           | 성북구                                | 성북구                                | 삼선동                                | 삼선동                                | 교차로 이름 없음                      |
| 성북경찰서앞                          | 서울특별시도 제4903호선 삼선교로          | 성북구                                | 성북구                                | 삼선동                                | 삼선동                                |                                       |
| 성북경찰서앞                          | 보문로34길                                | 성북구                                | 성북구                                | 삼선동                                | 삼선동                                |                                       |
| 성북3교 (성북천)                      |                                           | 성북구                                | 성북구                                | 삼선동                                | 삼선동                                |                                       |
| 성북구청입구                          | 서울특별시도 제28호선 동소문로            | 성북구                                | 성북구                                | 삼선동                                | 삼선동                                |                                       |
| 성북구청입구                          | 동소문로13길                              | 성북구                                | 성북구                                | 삼선동                                | 삼선동                                |                                       |
| 동소문로13길과 직결                   |                                           |                                       |                                       |                                       |                                       |                                       |

## 부속도로
- ● : 전 구간 해당
- ▲ : 일부 구간 해당
- ✖ : 해당 없음

| 도로명       | 기점              | 종점              | 총연장 (m) | 차량 통행 가능 | 일방통행 | 소재지 | 소재지    |
| ------------ | ----------------- | ----------------- | ---------- | -------------- | -------- | ------ | --------- |
| 보문로1길    | 숭인동 1493       | 숭인동 1489-1     | 185        | ✖              | ✖        | 종로구 | 숭인제2동 |
| 보문로3길    | 숭인동 1362       | 숭인동 1489-1     | 161        | ✖              | ✖        | 종로구 | 숭인제2동 |
| 보문로5길    | 숭인동 1457       | 숭인동 1489-1     | 105        | ✖              | ✖        | 종로구 | 숭인제2동 |
| 보문로7길    | 숭인동 321        | 숭인동 1489-1     | 145        | ●              | ●        | 종로구 | 숭인제2동 |
| 보문로9길    | 숭인동 320        | 보문동6가 209-7   | 387        | ▲              | ✖        | 종로구 | 숭인제2동 |
| 보문로9길    | 숭인동 320        | 보문동6가 209-7   | 387        | ▲              | ✖        | 성북구 | 보문동    |
| 보문로13길   | 보문동7가 30      | 보문동6가 143     | 421        | ●              | ✖        | 성북구 | 보문동    |
| 보문로13가길 | 보문동7가 68      | 보문동5가 249     | 188        | ●              | ●        | 성북구 | 보문동    |
| 보문로13나길 | 보문동7가 80-1    | 보문동7가 135     | 179        | ●              | ✖        | 성북구 | 보문동    |
| 보문로13다길 | 보문동6가 175-3   | 보문동6가 93      | 188        | ●              | ●        | 성북구 | 보문동    |
| 보문로13라길 | 보문동7가 104-1   | 보문동6가 375-1   | 126        | ●              | ✖        | 성북구 | 보문동    |
| 보문로13마길 | 보문동6가 277     | 보문동6가 309     | 118        | ✖              | ✖        | 성북구 | 보문동    |
| 보문로13바길 | 보문동6가 154-2   | 보문동6가 209-115 | 200        | ✖              | ✖        | 성북구 | 보문동    |
| 보문로14길   | 보문동7가 22-14   | 안암동4가 17-3    | 225        | ●              | ✖        | 성북구 | 보문동    |
| 보문로14길   | 보문동7가 22-14   | 안암동4가 17-3    | 225        | ●              | ✖        | 성북구 | 안암동    |
| 보문로15길   | 보문동5가 235-1   | 보문동6가 152-3   | 249        | ●              | ▲        | 성북구 | 보문동    |
| 보문로17길   | 보문동5가 156-3   | 보문동6가 191-16  | 327        | ▲              | ✖        | 성북구 | 보문동    |
| 보문로18길   | 보문동4가 78-4    | 안암동3가 133-54  | 301        | ▲              | ✖        | 성북구 | 보문동    |
| 보문로18길   | 보문동4가 78-4    | 안암동3가 133-54  | 301        | ▲              | ✖        | 성북구 | 안암동    |
| 보문로19길   | 보문동5가 146-8   | 보문동6가 42-40   | 219        | ▲              | ✖        | 성북구 | 보문동    |
| 보문로21길   | 보문동5가 11      | 보문동6가 33-1    | 274        | ●              | ✖        | 성북구 | 보문동    |
| 보문로21가길 | 보문동6가 41-10   | 보문동6가 58      | 198        | ●              | ✖        | 성북구 | 보문동    |
| 보문로22길   | 보문동4가 14      | 안암동3가 137-57  | 324        | ●              | ✖        | 성북구 | 보문동    |
| 보문로22길   | 보문동4가 14      | 안암동3가 137-57  | 324        | ●              | ✖        | 성북구 | 안암동    |
| 보문로23길   | 보문동5가 17      | 보문동6가 1-3     | 216        | ●              | ✖        | 성북구 | 보문동    |
| 보문로25길   | 보문동2가 39-3    | 보문동2가 56-16   | 156        | ●              | ✖        | 성북구 | 보문동    |
| 보문로26길   | 보문동1가 45      | 안암동1가 347     | 456        | ●              | ✖        | 성북구 | 보문동    |
| 보문로26길   | 보문동1가 45      | 안암동1가 347     | 456        | ●              | ✖        | 성북구 | 안암동    |
| 보문로27길   | 보문동2가 3-3     | 보문동2가 8-3     | 153        | ▲              | ✖        | 성북구 | 보문동    |
| 보문로28길   | 보문동1가 11      | 보문동1가 3-22    | 129        | ●              | ✖        | 성북구 | 보문동    |
| 보문로29길   | 삼선동5가 291-1   | 삼선동3가 29-96   | 763        | ●              | ✖        | 성북구 | 보문동    |
| 보문로29길   | 삼선동5가 291-1   | 삼선동3가 29-96   | 763        | ●              | ✖        | 성북구 | 삼선동    |
| 보문로29가길 | 삼선동5가 152-2   | 삼선동5가 43-1    | 292        | ●              | ✖        | 성북구 |           |
| 보문로29나길 | 삼선동5가 151-6   | 삼선동5가 190     | 195        | ●              | ✖        | 성북구 |           |
| 보문로29다길 | 삼선동3가 115-1   | 삼선동2가 425     | 159        | ●              | ✖        | 성북구 |           |
| 보문로30길   | 삼선동5가 230-1   | 동선동2가 135-3   | 446        | ●              | ✖        | 성북구 |           |
| 보문로30길   | 삼선동5가 230-1   | 동선동2가 135-3   | 446        | ●              | ✖        | 성북구 | 보문동    |
| 보문로30길   | 삼선동5가 230-1   | 동선동2가 135-3   | 446        | ●              | ✖        | 성북구 | 동선동    |
| 보문로30길   | 삼선동5가 230-1   | 동선동2가 135-3   | 446        | ●              | ✖        | 성북구 | 안암동    |
| 보문로30가길 | 동선동2가 172     | 안암동1가 198     | 242        | ●              | ✖        | 성북구 |           |
| 보문로30가길 | 동선동2가 172     | 안암동1가 198     | 242        | ●              | ✖        | 성북구 | 동선동    |
| 보문로30나길 | 동선동2가 174     | 동선동2가 153     | 222        | ●              | ✖        | 성북구 |           |
| 보문로30다길 | 동선동2가 222     | 동선동2가 295     | 142        | ●              | ✖        | 성북구 |           |
| 보문로30라길 | 동선동2가 106     | 동선동2가 16      | 165        | ●              | ✖        | 성북구 |           |
| 보문로31길   | 삼선동5가 298-14  | 삼선동3가 83      | 412        | ●              | ✖        | 성북구 | 삼선동    |
| 보문로32길   | 삼선동5가 411     | 동선동2가 320     | 566        | ●              | ▲        | 성북구 | 삼선동    |
| 보문로32길   | 삼선동5가 411     | 동선동2가 320     | 566        | ●              | ▲        | 성북구 | 동선동    |
| 보문로34길   | 삼선동4가 352-1   | 동선동3가 221-3   | 518        | ●              | ▲        | 성북구 |           |
| 보문로34길   | 삼선동4가 352-1   | 동선동3가 221-3   | 518        | ●              | ▲        | 성북구 | 삼선동    |
| 보문로34가길 | 동선동3가 247     | 동선동3가 186     | 278        | ●              | ✖        | 성북구 | 동선동    |
| 보문로34나길 | 동선동3가 220-1   | 동선동3가 206     | 278        | ●              | ●        | 성북구 | 동선동    |
| 보문로34다길 | 동선동3가 249-1   | 동선동3가 250-1   | 280        | ●              | ●        | 성북구 | 동선동    |
| 보문로35길   | 삼선동4가 343     | 삼선동4가 9       | 386        | ●              | ▲        | 성북구 | 삼선동    |
| 보문로36길   | 삼선동4가 104-2   | 삼선동4가 367     | 248        | ●              | ✖        | 성북구 | 삼선동    |
| 보문로37길   | 삼선동4가 104-3   | 삼선동4가 95      | 285        | ●              | ▲        | 성북구 | 삼선동    |
| 보문로38길   | 동소문동5가 50-24 | 동소문동5가 118-9 | 312        | ●              | ▲        | 성북구 | 삼선동    |
| 보문로39길   | 동소문동3가 82    | 동소문동3가 1-3   | 281        | ●              | ●        | 성북구 | 삼선동    |
| 보문로40길   | 동소문동5가 6     | 동소문동5가 75    | 288        | ▲              | ✖        | 성북구 | 삼선동    |

## 주요 건물 및 시설
- 국민은행 보문동지점 (서울특별시 성북구 보문로 34)
- 동대문세무서 별관 (서울특별시 성북구 보문로 52)
- 우리은행 보문동지점 (서울특별시 성북구 보문로 79)
- NH농협은행 보문동지점 (서울특별시 성북구 보문로 98)
- 서울 지하철 6호선 보문역 (서울특별시 성북구 보문로 지하116)
- 신한은행 보문동지점 (서울특별시 성북구 보문로 121)
- NH농협은행 북서울성북지점 (서울특별시 성북구 보문로 152)
- 성북구청 (서울특별시 성북구 보문로 168)
- 서울성북경찰서 (서울특별시 성북구 보문로 170)
- 서울성북우체국 서울돈암동우체국 (서울특별시 성북구 보문로 178)
- 우리은행 돈암동지점 (서울특별시 성북구 보문로 189)
- 삼선동주민센터 (서울특별시 성북구 보문로 190)
- 서울성북소방서 돈암119안전센터 (서울특별시 성북구 보문로 192)
- 대한예수교장로회 강북사랑의교회 (서울특별시 성북구 보문로 202)
- 대한예수교장로회 동대문제일교회 (서울특별시 종로구 보문로3길 24)
- 새마을금고 보문동제1지점 (서울특별시 성북구 보문로13길 20)
- 서울성북경찰서 보문치안센터 (서울특별시 성북구 보문로13길 27)
- 기독교대한감리회 보문제일교회 (서울특별시 성북구 보문로13길 45)
- 대한예수교장로회 영원교회 (서울특별시 성북구 보문로13나길 4)
- 천주교 서울대교구 보문동성당 (서울특별시 성북구 보문로17길 11)
- 대한예수교장로회 보문교회 (서울특별시 성북구 보문로23길 19)
- 한국기독교장로회 신암교회 (서울특별시 성북구 보문로27길 15)
- 경동고등학교 (서울특별시 성북구 보문로29길 49)
- 서울성북경찰서 삼선치안센터 (서울특별시 성북구 보문로29길 92)
- 새마을금고 삼선본점 (서울특별시 성북구 보문로29길 101)
- 서울삼선초등학교 (서울특별시 성북구 보문로29길 106)
- 성신여자대학교 평생교육원 (서울특별시 성북구 보문로30길 50)
- 새마을금고 학교법인성신학원본점 (서울특별시 성북구 보문로30길 50)
- 한국기독교장로회 안암교회 (서울특별시 성북구 보문로30가길 41-6)
- 성신여자대학교 돈암수정캠퍼스 (서울특별시 성북구 보문로34다길 2)
- 대한예수교장로회 대망인교회 (서울특별시 성북구 보문로35길 6)